# Jarosław Aleksander Szemioth
Jarosław Aleksander Szemioth herbu Łabędź odmienny (zm. przed 23 kwietnia 1645 roku) – marszałek Trybunału Głównego Wielkiego Księstwa Litewskiego w 1641 roku, podkomorzy wileński  od 1631 roku, podwojewodzi wileński w latach 1628–1631, dworzanin Jego Królewskiej Mości.